# Sabrina Agresti-Roubache
Pour les articles homonymes, voir Agresti.
Sabrina Agresti-Roubache, née Sabrina Roubache, le 13 octobre 1976 à Marseille, est une productrice audiovisuelle et femme politique française. Membre de Renaissance (RE), elle est élue députée dans la 1re circonscription des Bouches-du-Rhône en juin 2022. Elle entre au gouvernement, au poste de secrétaire d'État chargée de la Ville, en juillet 2023. Le portefeuille de la Citoyenneté lui est ajouté en octobre 2023.

## Biographie

### Famille et études
Sabrina Roubache naît et grandit dans la cité Félix-Pyat à Marseille, dans une famille modeste issue de l'immigration algérienne. Son père, Hamid, est maçon coffreur et elle est la troisième d'une fratrie de six enfants. Après un bac littéraire, elle entame des études de droit, qu'elle abandonne pour travailler dans l'audiovisuel, notamment auprès du groupe de rap IAM.

### Carrière
Productrice dans l'audiovisuel, elle a racheté la société Seconde Vague Productions après le décès de son fondateur, le producteur Paul Saadoun, en 2018. Elle avait auparavant créé d'autres entreprises qui n'avaient pas d'activité[réf. nécessaire].
Elle est membre du conseil de surveillance de l'aéroport Marseille-Provence, du conseil d'administration de la fondation d'entreprise de la Française des jeux, du FRAC à Marseille et de la société World Trade Center Marseille Provence qu'elle occupait jusqu'à son élection au siège de député.

### Parcours politique
Proche de Brigitte Macron depuis 2016, Sabrina Agresti-Roubache a œuvré au rapprochement entre des élus LR et LREM dans le département des Bouches-du-Rhône.
Pendant la pandémie de Covid-19, elle prend le prétendu traitement proposé par Didier Raoult, en vante les mérites, et met le médecin marseillais en relation avec Emmanuel Macron,.
Depuis le 2 juillet 2021, elle est conseillère régionale, chargée de la lutte contre les violences faites aux femmes et contre le harcèlement scolaire du conseil régional de Provence-Alpes-Côte d'Azur dans l'équipe de Renaud Muselier (ex-Les Républicains).
Depuis 2022, elle est membre du Haut Conseil à l'égalité entre les femmes et les hommes.
Lors des élections législatives de 2022, elle est investie à la demande de l’Élysée candidate Ensemble dans la première circonscription des Bouches-du-Rhône. Elle reçoit le soutien de personnalités locales comme Renaud Muselier, Martine Vassal, Jean-Claude Gaudin ou encore Roland Blum,. Arrivée deuxième au premier tour, elle est élue députée au second tour avec 50,79 % des voix.
Le 20 juillet 2023, à la suite d'un remaniement, elle est nommée secrétaire d'État chargée de la Ville au sein du gouvernement d'Élisabeth Borne. Le portefeuille de la Citoyenneté lui est ajouté le 10 octobre 2023, à la suite de la démission de Sonia Backès.
Lors de la dissolution de l'Assemblée nationale en juin 2024, elle est investie candidate Ensemble dans la première circonscription des Bouches-du-Rhône. Seulement arrivée troisième au premier tour du scrutin, elle se qualifie au second, mais elle annonce le soir même (30 juin 2024) son désistement en faveur de la candidate du Nouveau Front Populaire, comme celle-ci s'était désistée en juin 2022 en sa faveur, pour faire barrage au Rassemblement national.

### Vie privée
Mariée à Jean-Philippe Agresti, ancien doyen de la faculté de droit et de science politique de l'université d'Aix-Marseille, elle a une fille. Son mari devient, en décembre 2021, recteur de l’académie de Corse.
Son époux est lui aussi engagé en politique. Il mène notamment la liste de Martine Vassal (LR) dans le 3e secteur de Marseille aux élections municipales de 2020.

## Prises de position
Elle déclare le 25 août 2023 : « L'expulsion d'un émeutier et de sa famille de leur HLM ? Ça ne me gêne pas. Quand on est parent, on a une responsabilité ».
Elle se positionne contre la légalisation du cannabis.
Elle fait le lien entre insécurité et immigration dans une interview au journal La Provence : « Regardez les chiffres. Selon les chiffres officiels, 50 % de la délinquance de la voie publique est commise par des étrangers ».

## Controverse

### Accusation de sous-déclaration de revenus auprès de la HATVP
En décembre 2023, le magazine Marianne révèle une différence de 91 000 euros entre les revenus indiqués dans ses déclarations d'intérêts envers la HATVP après son élection comme députée et lors de sa nomination au gouvernement. En réponse à l'enquête de l'hebdomadaire, elle se défend de toute sous-déclaration en expliquant cette différence par « un oubli de déclaration de droits d'auteur perçus, mais déclarés en 2022 » et « un sursis d'imposition de plus-value ».

## Résultats électoraux

### Élections législatives
| Année | Parti et coalition | Parti et coalition | Circonscription          | 1er tour | 1er tour | 1er tour | 2d tour | 2d tour | 2d tour                                                 |
| Année | Parti et coalition | Parti et coalition | Circonscription          | Voix     | %        | Rang     | Voix    | %       | Issue                                                   |
| ----- | ------------------ | ------------------ | ------------------------ | -------- | -------- | -------- | ------- | ------- | ------------------------------------------------------- |
| 2022  |                    | LREM (ENS)         | 1re des Bouches-du-Rhône | 8 487    | 26,42    | 2e       | 15 459  | 50,79   | Élue                                                    |
| 2024  |                    | RE (ENS)           | 1re des Bouches-du-Rhône | 12 585   | 23,14    | 3e       | Retrait | Retrait | ne se maintient pas au 2d tour pour faire barrage au RN |

## Œuvre
- Moi la France, je la kiffe !, Albin Michel, février 2022.